# Пам'ятки історії Ємільчинського району
У Ємільчинському районі Житомирської області на обліку перебуває 114 пам'яток історії.
| №п/п | Охоронний номер | Найменування пам'ятки | Адреса                                                            | Рік              | Автор                               | № рішення про взяття на державний облік | Фото |
| ---- | --------------- | --- | ----------------------------------------------------------------- | ---------------- | ----------------------------------- | --------------------------------------- | ---- |
| 1    | 312             | Братська могила червоноармійця та радянських воїнів і партизан. Поховано 115 чоловік                                                                         | смт. Ємільчине, Ємільчинська сел. Рада, в парку                   | 1965             | _                                   | № 442 від 29.09.1969 р.                 |      |
| 2    | 1994            | Братська могила жертв фашизму. Кількість похованих невідома                                                                                                  | смт. Ємільчине, Ємільчинська сел. Рада, на кладовищі № 1          | 1975             | _                                   | № 559 від 26.12.1979 р.                 |      |
| 3    | 1995            | Братська могила радянських воїнів. Кількість похованих невідома                                                                                              | смт. Ємільчине, Ємільчинська сел. Рада, на кладовищі № 2          | 1976             | _                                   | № 559 від 26.12.1979 р.                 |      |
| 4    | 1996            | Братська могила радянських воїнів та партизанів. Кількість похованих невідома                                                                                | смт. Ємільчине, Ємільчинська сел. Рада, північно—західна околиця  | 1975 1986 1990 ? | _                                   | № 559 від 26.12.1979 р.                 |      |
| 5    | 297             | Братська могила партизан. Поховано 5 чоловік | с. Андрієвичі, Андрієвицька с/р, біля школи                       | 1954             | _                                   | № 442 від 29.09.1969 р.                 |      |
| 6    | 298             | Братська могила радянських воїнів. Поховано 75 чоловік | с. Андрієвичі, Андрієвицька с/р, в центрі                         | 1953             | _                                   | № 442 від 29.09.1969 р.                 |      |
| 7    | 1980            | Могила радянського воїна | с. Андрієвичі, Андрієвицька с/р, біля лікарні                     | 1976             | _                                   | № 559 від 26.12.1979 р.                 |      |
| 8    | 299             | Братська могила радянських воїнів. Поховано 6 чоловік | с. Антонівка, Будо—Бобрицька с/р, на кладовищі                    | 1954             | _                                   | № 442 від 29.09.1969 р.                 |      |
| 9    | 300             | Пам'ятник воїнам — односельчанам | с. Бараші, Барашівська с/р, в центрі                              | 1965             | _                                   | № 442 від 29.09.1969 р.                 |      |
| 10   | 301             | Братська могила радянських воїнів. Поховано 99 чоловік | с. Бараші, Барашівська с/р, на кладовищі                          | 1975             | _                                   | № 442 від 29.09.1969 р.                 |      |
| 11   | 303             | Братська могила радянських воїнів та пам'ятник воїнам—односельчанам. Поховано 5 чоловік                                                                      | с. Бастова Рудня , Неділищанська с/р, на кладовищі                | 1956 1995        | _                                   | № 442 від 29.09.1969 р.                 |      |
| 12   | 1982            | Пам'ятник жертвам фашизму та пам'ятник воїнам—односельчанам                                                                                                  | с. Березники, Березницька с/р, в центрі                           | 1977             | Тетельбаум; Вітрик О., Семененко А. | № 559 від 26.12.1979 р.                 |      |
| 13   | 1981            | Братська могила радянських воїнів. Поховано 8 чоловік | с. Березівка, Березівська с/р, в центрі                           | 1966             | _                                   | № 559 від 26.12.1979 р.                 |      |
| 14   | 304             | Братська могила радянських воїнів. Поховано 33 чоловіка | с. Бобрицька Болярка, Ганнопільська с/р, на кладовищі             | 1953             | _                                   | № 442 від 29.09.1969 р.                 |      |
| 15   | 305             | Братська могила радянських воїнів. Поховано 10 чоловік | с. Бобриця, Бобрицька с/р, в центрі                               | 1948 1985        | _                                   | № 442 від 29.09.1969 р.                 |      |
| 16   | 306             | Братська могила радянських воїнів та пам'ятник воїнам—односельчанам. Поховано 4 чоловіка                                                                     | с. Будо — Бобриця, Будо—Бобрицька с/р, біля школи                 | 1954             | _                                   | № 442 від 29.09.1969 р.                 |      |
| 17   | 307             | Братська могила радянських воїнів. Поховано 372 чоловіка | с. Варварівка , Варварівська с/р, в парку                         | 1953 1978 1983   | _                                   | № 442 від 29.09.1969 р.                 |      |
| 18   | 1983            | Пам'ятник на честь 40-річчя ЛКСМУ | с. Варварівка, Варварівська с/р, біля Будинку культури            | 1959             | _                                   | № 559 від 26.12.1979 р.                 |      |
| 19   | 1539            | Братська могила партизан та пам'ятний знак воїнам—односельчанам. Поховано 4 чоловіка                                                                         | с. Велика Глумча, Великоглумчанська с/р, на кладовищі             | 1965             | _                                   | № 388 від 06.09.1976 р.                 |      |
| 20   | 1540            | Братська могила радянських воїнів і партизан та пам'ятник воїнам—односельчанам. Поховано 12 чоловік                                                          | с. Велика Цвіля, Великоцвілянська с/р, в центрі                   | 1965             | _                                   | № 388 від 06.09.1976 р.                 |      |
| 21   | 1985            | Братська могила радянських воїнів. Поховано 9 чоловік | с. Велика Цвіля, Великоцвілянська с/р, на кладовищі               | 1968             | _                                   | № 559 від 26.12.1979 р.                 |      |
| 22   | 1984            | Пам'ятник спаленому селу | с. Велика Цвіля, Великоцвілянська с/р, в центрі                   | 1977             | Вітрик О., Семененко А.             | № 559 від 26.12.1979 р.                 |      |
| 23   | 1986            | Могила Матвієнко Г. М. — радянського воїна | с. Великий Яблунець, Великояблунецька с/р, на кладовищі           | 1975             | _                                   | № 559 від 26.12.1979 р.                 |      |
| 24   | 1987            | Братська могила радянських воїнів та пам'ятник воїнам—односельчанам. Кількість похованих невідома                                                            | с. Великий Яблунець, Великояблунецька с/р                         | 1952             | _                                   | № 559 від 26.12.1979 р.                 |      |
| 25   | 1988            | Братська могила жертв фашизму. Поховано 5 чоловік | с. Великий Яблунець, Великояблунецька с/р, на кладовищі           | 1975             | _                                   | № 559 від 26.12.1979 р.                 |      |
| 26   | 1989            | Братська могила сім'ї Хмелюків. Поховано 5 чоловік | с. Великий Яблунець, Великояблунецька с/р, на кладовищі           | 1975             | _                                   | № 559 від 26.12.1979 р.                 |      |
| 27   | 310             | Братська могила радянських воїнів. Поховано 8 чоловік | с. Верби, Березівська с/р, в центрі                               | 1960 1966        | _                                   | № 442 від 29.09.1969 р.                 |      |
| 28   | 302             | Братська могила радянських воїнів. Кількість похованих невідома                                                                                              | с. Вересівка, Варварівська с/р, на кладовищі                      | 1965             | _                                   | № 390 від 08.10.1992 р.                 |      |
| 29   | 1990            | Братська могила радянських воїнів. Поховано 145 чоловік | с. Вересівка, Варварівська с/р, центрі                            | 1975             | _                                   | № 559 від 26.12.1979 р.                 |      |
| 30   | 309             | Братська могила радянських воїнів. Поховано 6 чоловік | с. Вірівка, Великояблунецька с/р, біля школи                      | 1953 1976        | _                                   | № 442 від 29.09.1969 р.                 |      |
| 31   | 1991            | Могила Дробота А. І. — радянського воїна, лейтенанта. | с. Вірівка, Великояблунецька с/р, на кладовищі                    | 1976             | _                                   | № 559 від 26.12.1979 р.                 |      |
| 32   | 2557            | Братська могила радянських воїнів. Кількість похованих невідома                                                                                              | с. Володимирівка, Кочичинська с/р, на кладовищі                   | 1953             | _                                   | № 468 від 29.10.1983 р.                 |      |
| 33   | 1992            | Братська могила радянських воїнів та пам'ятний знак воїнам — односельчанам. Поховано 11 чоловік                                                              | с. Ганнопіль, Ганнопільська с/р, в центрі                         | 1965             | _                                   | № 559 від 26.12.1979 р.                 |      |
| 34   | 1993            | Могила радянського воїна | с. Горбове , Ємільчинської с/р, на кладовищі                      | 1975             | _                                   | № 559 від 26.12.1979 р.                 |      |
| 35   | 311             | Братська могила радянських воїнів та пам'ятний знак воїнам—односельчанам. Поховано 32 чоловіка                                                               | с. Горбове, Ємільчинської с/р, в центрі                           | 1955 1984        | _                                   | № 442 від 29.09.1969 р.                 |      |
| 36   | 314             | Братська могила радянських воїнів. Поховано 193 чоловіка | с. Зосимівка, Сербівська с/р, в центрі                            | 1954             | _                                   | № 442 від 29.09.1969 р.                 |      |
| 37   | 315             | Могила Колобова М. Д. — радянського воїна | с. Зелениця, Зеленицька с/р, на кладовищі                         | 1970             | _                                   | № 442 від 29.09.1969 р.                 |      |
| 38   | 1997            | Пам'ятник воїнам—односельчанам | с. Зелениця, Зеленицька с/р, в центрі                             | 1974             | _                                   | № 559 від 26.12.1979 р.                 |      |
| 39   | 316             | Братська могила радянських воїнів. Поховано 3 чоловіка | с. Йосипівка, Бобрицька с/р, в центрі                             | 1958             | _                                   | № 442 від 29.09.1969 р.                 |      |
| 40   | 317             | Група одиночних (3) могил радянських воїнів. Поховано 3 чоловіка. Прізвища 2 — невідомі.                                                                     | с. Кам'янка , Рясненська с/р, на кладовищі                        | 1956             | _                                   | № 442 від 29.09.1969 р.                 |      |
| 41   | 1998            | Пам'ятник воїнам—односельчанам та братська могила радянських воїнів. Кількість похованих невідома                                                            | с. Кам'янка, Рясненська с/р, біля клубу                           | 1967             | _                                   | № 559 від 26.12.1979 р.                 |      |
| 42   | 1999            | Братська могила радянських воїні. Поховано 47 чоловік | с. Катеринівка, Варварівська с/р, в центрі                        | 1970             | Нечуйвітер В. І.                    | № 559 від 26.12.1979 р.                 |      |
| 43   | 319             | Братська могила радянських воїнів. Поховано 34 чоловіка | с. Киянка, Киянська с/р, в центрі                                 | 1946 1980        | _                                   | № 442 від 29.09.1969 р.                 |      |
| 44   | 1541            | Братська могила радянських воїнів і партизан та пам'ятний знак воїнам — односельчанам. Поховано 18 чоловік                                                   | с. Королівка, Степанівська с/р, в центрі                          | 1957             | _                                   | № 388 від 06.09.1976 р.                 |      |
| 45   | 2000            | Братська могила партизан. Поховано 4 чоловіка | с. Королівка, Степанівська с/р, на кладовищі                      | 1975             | _                                   | № 559 від 26.12.1979 р.                 |      |
| 46   | 320             | Братська могила радянських воїнів. Поховано 8 чоловік | с. Кочичине, Кочичинська с/р, в центрі                            | 1970             | _                                   | № 442 від 29.09.1969 р.                 |      |
| 47   | 318             | Братська могила радянських воїнів. Поховано 8 чоловік | с. Крем'янка, Киянська с/р, на кладовищі                          | 1954             | _                                   | № 442 від 29.09.1969 р.                 |      |
| 48   | 1542            | Братська могила радянських воїнів та пам'ятний знак воїнам — односельчанам. Поховано 11 чоловік                                                              | с. Кривотин , Кривотинська с/р, в центрі                          | 1970             | _                                   | № 388 від 06.09.1976 р.                 |      |
| 49   | 321             | Братська могила радянських воїнів. Поховано 11 чоловік | с. Куліші, Кулішівська с/р, в центрі                              | 1953             | _                                   | № 442 від 29.09.1969 р.                 |      |
| 50   | 2002            | Пам'ятник воїнам — односельчанам | с. Льонівка, Осівська с/р, в центрі                               | 1975 1986        | _                                   | № 559 від 26.12.1979 р.                 |      |
| 51   | 322             | Могила Кота Ф. С. — комісара партизанського загону | с. Мала Глумча, Малоглумчанська с/р, на кладовищі                 | 1978             | _                                   | № 442 від 29.09.1969 р.                 |      |
| 52   | 1543            | Братська могила партизан. Поховано 4 чоловіка | с. Мала Глумча, Малоглумчанська с/р, на кладовищі                 | 1959             | _                                   | № 388 від 06.09.1976 р.                 |      |
| 53   | 323             | Братська могила радянських воїнів. Поховано 22 чоловіка | с. Медведово, Медведівська с/р, в центрі                          | 1959             | _                                   | № 442 від 29.09.1969 р.                 |      |
| 54   | 324             | Братська могила радянських воїнів та пам'ятний знак воїнам—односельчанам. Поховано 5 чоловік                                                                 | с. Миколаївка, Миколаївська с/р, біля школи                       | 1957 1975        | _                                   | № 442 від 29.09.1969 р.                 |      |
| 55   | 2003            | Братська могила радянських воїнів та пам'ятник воїнам—односельчанам. Поховано 2 чоловіка                                                                     | с. Михайлівка, Сімаківська с/р, в центрі                          | 1975             | _                                   | № 559 від 26.12.1979 р.                 |      |
| 56   | 325             | Братська могила радянських воїнів та пам'ятний знак воїнам—односельчанам. Поховано 3 чоловіка                                                                | с. Мокляки, Мокляківськас/р, в центрі                             | 1957 1975        | _                                   | № 442 від 29.09.1969 р.                 |      |
| 57   | 329             | Братська могила радянських воїнів. Поховано 17 чоловік | с. Нараївка, Кулішівська с/р, в центрі                            | 1952 1968        | _                                   | № 442 від 29.09.1969 р.                 |      |
| 58   | 2007            | Могила радянського воїна | с. Нараївка , Кулішівська с/р, на кладовищі                       | 1952 1980        | _                                   | № 559 від 26.12.1979 р.                 |      |
| 59   | 332             | Могила Кравчука Г. — радянського воїна | с. Нараївка, Кулішівська с/р, на кладовищі                        | 1956             | _                                   | № 442 від 29.09.1969 р.                 |      |
| 60   | 2008            | Пам'ятник воїнам — односельчанам | с. Неділище, Неділищенська с/р, біля Будинку культури             | 1970 1975        | _                                   | № 559 від 26.12.1979 р.                 |      |
| 61   | 326             | Братська могила радянських воїнів. Поховано 6 чоловік | с. Неділище, Неділищенська с/р, на кладовищі                      | 1954             | _                                   | № 442 від 29.09.1969 р.                 |      |
| 62   | 327             | Група одиночних (2) могил радянських воїнів. Поховано 2 чоловіка                                                                                             | с. Неділище, Неділищенська с/р, на кладовищі                      | 1964             | _                                   | № 442 від 29.09.1969 р.                 |      |
| 63   | 330             | Братська могила радянських воїнів. Поховано 6 чоловік | с. Непізнаничі, Великояблунецька с/р, біля школи                  | 1953             | _                                   | № 442 від 29.09.1969 р.                 |      |
| 64   | 331             | Братська могила радянських воїнів. Поховано 18 чоловік | с. Новоолександрівка, Ганнопільська с/р, в центрі                 | 1945 1986        | _                                   | № 442 від 29.09.1969 р.                 |      |
| 65   | 2009            | Могила радянського воїна. | с. Омелуша, Миколаївська с/р, в центрі                            | 1975             | _                                   | № 559 від 26.12.1979 р.                 |      |
| 66   | 333             | Братська могила партизан та пам'ятний знак воїнам-односельчанам. Поховано 2 чоловіка                                                                         | с. Осівка , Осівська с/р, в центрі                                | 1956 1986        | _                                   | № 442 від 29.09.1969 р.                 |      |
| 67   | 313             | Могила Євтушевського І. Д. — радянського воїна | с. Паранине, Малоглумчанська с/р, в центрі                        | 1954             | _                                   | № 442 від 29.09.1969 р.                 |      |
| 68   | 335             | Група індивідуальних (1) та братських (1) могил жертв фашизму. Поховано 8 чоловік                                                                            | с. Підлуби , Підлубівська с/р, на кладовищі                       | 1953 1955 1957   | _                                   | № 442 від 29.09.1969 р.                 |      |
| 69   | 2010            | Могила Васича -учасника громадянської війни | с. Підлуби , Підлубівська с/р, біля школи                         | 1980             | _                                   | № 559 від 26.12.1979 р.                 |      |
| 70   | 2011            | Пам'ятник воїнам — односельчанам | с. Підлуби , Підлубівська с/р, в центрі                           | 1970             | _                                   | № 559 від 26.12.1979 р.                 |      |
| 71   | 334             | Братська могила радянських воїнів. Поховано 5 чоловік | с. Просіка , Тайківська с/р, на кладовищі                         | 1965             | _                                   | № 442 від 29.09.1969 р.                 |      |
| 72   | 336             | Братська могила радянських воїнів. Поховано 55 чоловік | с. Радичі , Варварівська с/р, в центрі                            | 1970             | Нечуйвітер В. І.                    | № 442 від 29.09.1969 р.                 |      |
| 73   | 348             | Братська могила радянських воїнів. Поховано 30 чоловік | с. Рихальське , Рихальська с/р, південно-східна частина села      | 1953             | _                                   | № 442 від 29.09.1969 р.                 |      |
| 74   | 2012            | Братська могила жертв фашизму. Поховано 22 чоловіка | с. Рихальське , Рихальська с/р, на кладовищі                      | 1975             | _                                   | № 559 від 26.12.1979 р.                 |      |
| 75   | 2013            | Братська могила радянських воїнів та пам'ятник воїнам-односельчанам. Поховано 53 чоловіка                                                                    | с. Рихальське , Рихальська с/р, біля Будинку культури             | 1975             | _                                   | № 559 від 26.12.1979 р.                 |      |
| 76   | 2015            | Пам'ятник воїнам — односельчанам | с. Рудня-Іванівська , Руднє-Іванівська с/р, біля Будинку культури | 1968             | _                                   | № 559 від 26.12.1979 р.                 |      |
| 77   | 2014            | Братська могила партизан. Поховано 2 чоловіка | с. Рудня-Іванівська , Руднє-Іванівська с/р, на кладовищі          | 1975             | _                                   | № 559 від 26.12.1979 р.                 |      |
| 78   | 337             | Могила Сокирка К. Я. — радянського воїна | с. Рудня-Іванівська , Руднє-Іванівська с/р,                       | 1975             | _                                   | № 442 від 29.09.1969 р.                 |      |
| 79   | 2017            | Братська могила радянських воїнів та пам'ятний знак воїнам-односельчанам. Кількість похованих невідома                                                       | с. Рудня-Миколаївська, Миколаївська с/р, в центрі                 | 1955             | _                                   | № 559 від 26.12.1979 р.                 |      |
| 80   | 2016            | Братська могила жертв фашизму. Поховано 9 чоловік | с. Рудня-Миколаївська, Миколаївська с/р, на кладовищі             | 1953 1985        | _                                   | № 559 від 26.12.1979 р.                 |      |
| 81   | 2607            | Пам'ятник спаленому селу(скульптор, Йосип Табачник) | с. Руденька , Ємільчинська сел. Рада                              | 1983             | _                                   | № 52 від 04.02.1985 р.                  |      |
| 82   | 2018            | Група одиночних (2) могил партизан. Поховано 2 чоловіка | с. Рясне, Рясненська с/р, на кладовищі                            | 1958             | _                                   | № 559 від 26.12.1979 р.                 |      |
| 83   | 2019            | Пам'ятник воїнам-односельчанам ? | с. Рясне , Рясненська с/р, біля Будинку культури                  | 1974             | _                                   | № 559 від 26.12.1979 р.                 |      |
| 84   | 338             | Братська могила радянських воїнів. Кількість похованих невідома                                                                                              | с. Рясне, Рясненська с/р, на кладовищі                            | 1956             | _                                   | № 442 від 29.09.1969 р.                 |      |
| 85   | 339             | Братська могила радянських воїнів. Поховано 2 чоловіка | с. Рясне, Рясненська с/р, на кладовищі                            | 1968             | _                                   | № 442 від 29.09.1969 р.                 |      |
| 86   | 340             | Братська могила партизан. Поховано 6 чоловік | с. Рясне, Рясненська с/р, на кладовищі                            | 1958             | _                                   | № 442 від 29.09.1969 р.                 |      |
| 87   | 2027            | Пам'ятник воїнам — односельчанам та могила радянського воїна                                                                                                 | с. Тайки , Ттайківська с/р, в центрі                              | 1975             | _                                   | № 559 від 26.12.1979 р.                 |      |
| 88   | 341             | Братська могила радянських воїнів та пам'ятник воїнам — односельчанам. Поховано 10 чоловік                                                                   | с. Середи , Середівська с/р, в центрі                             | 1975             | _                                   | № 442 від 29.09.1969 р.                 |      |
| 89   | 2022            | Братська могила жертв фашизму. Поховано 5 чоловік | с. Середи , Середівська с/р, по вул. Кулішівській                 | 1969             | _                                   | № 559 від 26.12.1979 р.                 |      |
| 90   | 2021            | Братська могила радянських воїнів. Поховано 198 чоловік | с. Серби , Сербівська с/р, південно-західна околиця села          | 1953             | _                                   | № 559 від 26.12.1979 р.                 |      |
| 91   | 2020            | Пам'ятний знак на честь Тучемського О. І. та Целуйка — борців за радянську владу                                                                             | с. Серби , Сербівська с/р, біля Будинку культури                  | 1960             | _                                   | № 559 від 26.12.1979 р.                 |      |
| 92   | 344             | Братська могила радянських воїнів. Поховано 249 чоловік | с. Серби , Сербівська с/р, в центрі                               | 1965             | _                                   | № 442 від 29.09.1969 р.                 |      |
| 93   | 345             | Братська могила радянських воїнів та пам'ятний знак воїнам — односельчанам. Поховано 83 чоловіка                                                             | с. Сербо -Слобідка , Сербо-Слобідська с/р, в центрі               | 1962             | _                                   | № 442 від 29.09.1969 р.                 |      |
| 94   | 2023            | Пам'ятник воїнам-односельчанам ? | с. Сергіївка ,Сергіївська с/р, в центрі                           | 1977             | _                                   | № 559 від 26.12.1979 р.                 |      |
| 95   | 342             | Братська могила радянських воїнів та пам'ятний знак воїнам — односельчанам. Поховано 18 чоловік                                                              | с. Симони, Симонівська с/р                                        | 1958             | _                                   | № 442 від 29.09.1969 р.                 |      |
| 96   | 343             | Братська могила радянських воїнів та пам'ятний знак воїнам — односельчанам. Поховано 78 чоловік (в 1990 р. проведено реконструкцію: ввійшли № 2025 і № 2026) | с. Сімаківка, Сімаківська с/р, в центрі                           | 1953 1975        | _                                   | № 442 від 29.09.1969 р.                 |      |
| 97   | 347             | Братська могила радянських воїнів. Поховано 8 чоловік | с. Сорочень, Будо-Бобрицька с/р, в центрі села                    | 1956             | _                                   | № 442 від 29.09.1969 р.                 |      |
| 98   | 346             | Братська могила радянських воїнів та пам'ятний знак воїнам-односельчанам. Поховано 38 чоловік                                                                | с. Степанівка, Степанівська с/р, в центрі села                    | 1952             | _                                   | № 442 від 29.09.1969 р.                 |      |
| 99   | 2024            | Братська могила радянських воїнів. Поховано 3 чоловіка | с. Степанівка , Степанівська с/р, на кладовищі                    | 1965             | _                                   | № 559 від 26.12.1979 р.                 |      |
| 100  | 2028            | Братська могила радянських воїнів. Кількість похованих невідома                                                                                              | с. Усолуси , Усолусівська с/р, західна частина кладовища          | 1975             | _                                   | № 559 від 26.12.1979 р.                 |      |
| 101  | 2029            | Братська могила радянських воїнів. Поховано 31 чоловіка | с. Усолуси , Усолусівська с/р, північна частина кладовища         | 1975             | _                                   | № 559 від 26.12.1979 р.                 |      |
| 102  | 2030            | Братська могила радянських воїнів. Кількість похованих невідома                                                                                              | с. Усолуси , Усолусівська с/р, західна частина кладовища          | 1975             | _                                   | № 559 від 26.12.1979 р.                 |      |
| 103  | 2031            | Могила радянського воїна | с. Усолуси, Усолусівська с/р, східна частина кладовища            | 1975             | -                                   | № 559 від 26.12.1979 р.                 |      |
| 104  | 1544            | Братська могила радянських воїнів. Поховано 37 чоловік | с. Усолуси, Усолусівська с/р, в центрі села                       | 1975             | _                                   | № 388 від 06.09.1976 р.                 |      |
| 105  | 349             | Братська могила радянських воїнів. Поховано 4 чоловіка | с. Хутір-Мокляки, Кулішівська с/р, біля школи                     | 1952             | _                                   | № 442 від 29.09.1969 р.                 |      |
| 106  | 2004            | Могила радянського воїна | с. Хутір-Мокляки, Кулішівська с/р, на кладовищі                   | 1972             | _                                   | № 559 від 26.12.1979 р.                 |      |
| 107  | 2005            | Братська могила радянських воїнів. Поховано 2 чоловіка | с. Хутір-Мокляки, Кулішівська с/р, на кладовищі                   | 1972             | _                                   | № 559 від 26.12.1979 р.                 |      |
| 108  | 2006            | Братська могила радянських воїнів. Поховано 4 чоловіка | с. Хутір-Мокляки, Кулішівська с/р, на кладовищі                   | 1972             | _                                   | № 559 від 26.12.1979 р.                 |      |
| 109  | 353             | Могила учасника громадянської війни | с. Червоний Бір, Березівська с/р, південна околиця села           | 1978             | _                                   | № 442 від 29.09.1969 р.                 |      |
| 110  | 350             | Братська могила радянських воїнів та пам'ятник воїнам-односельчанам. Поховано 32 чоловіка                                                                    | с. Чміль , Осівська с/р, в центрі села                            | 1953             | _                                   | № 442 від 29.09.1969 р.                 |      |
| 111  | 351             | Братська могила радянських воїнів та пам'ятний знак воїнам-односельчанам. Поховано 14 чоловік                                                                | с. Яблунівка , Сербо-Слобідська с/р, в центрі                     | 1953             | _                                   | № 442 від 29.09.1969 р.                 |      |
| 112  | 2032            | Могила Остапчука К. Р. — радянського воїна | с. Яблунівка , Сербо- Слобідська с/р, на кладовищі                | 1971             | _                                   | № 559 від 26.12.1979 р.                 |      |
| 113  | 2033            | Могила Кравцова В. Х. — революціонера-народника | с. Яблунівка , Сербо-Слобідська с/р, на садибі Стенківської Є. С. | 1964 1990        | _                                   | № 559 від 26.12.1979 р.                 |      |
| 114  | 308             | Братська могила радянських воїнів та червоноармійця. Поховано 48 чоловік                                                                                     | станція Яблунець, Яблунецька сел. Рада, в центрі (біля залізниці) | 1975             | _                                   | № 442 від 29.09.1969 р.                 |      |